# Jules Hone
Jules Hone, né à Liège le 7 avril 1833 et mort à Montréal le 15 septembre 1913 , est un violoniste, compositeur et chef d'orchestre d'origine belge.

## Biographie
Né Gilles-Joseph Hone, il obtient en 1851 un deuxième prix violon au conservatoire de Liège, dans la classe de Joseph Dupont. De 1854 à 1856 il est élève de Hubert Léonard au conservatoire de Bruxelles. En 1856 il s'installe à New York, où il est 1856 à 1865 chef d'orchestre du Niblo's Garden Theatre orchestra, avec lequel il donne des concerts et des représentations d'opéras. Il gagne Montréal en 1865 où il enseigne principalement dans des couvents de la ville. Hone crée un orchestre et invite son compatriote et camarade de classe au conservatoire de Liège Frantz Jehin-Prume à jouer de nombreuses fois en soliste. Parmi les élèves de Jules figurent son fils Émile Hone, François Boucher, Jean Duquette, Oscar Martel (en), ou encore l'Allemand Charles Reichling.
La majeure partie de ses compositions ont été imprimées chez l'éditeur Schott à Bruxelles. En 1892 il est admis à la Société française des auteurs, compositeurs et éditeurs de musique (SACEM).

## Source
- Jules Hone dans L'Encyclopédie canadienne.

## Œuvres (choix)
- L'opéra The Grandee, création en 1899 dans le His Majesty's Theatre
- Une Messe donnée dans l'église Notre-Dame.
- La Canadienne, Fantasy pour violon et piano
- Souvenir d'Arthabeska
- Ronde canadienne pour violon et piano
- Marche militaire nationale chinoise (Durdilly, Hayet 1913)